# 赵鸿飞
赵鸿飞（1978年7月9日—），中国大陆男演员，毕业于北京电影学院表演系，曾出演过多部影视剧；2007年刊載於知音中的一篇長文描述某知名演員遺棄女友致其被姦殺，雖使用化名，卻足夠令人聯想到趙鴻飛，趙鴻飛隨後將知音告上法院，最終法院判賠知音雜誌需賠償趙10萬元的精神損失費；近年漸漸淡出娛樂圈，好友陈紫函曾於2016年時發微博表示聯繫不上他。

## 作品

### 电影
- 1993年 《沧桑梨园情》饰 俞幼春 （15岁出演的第一电影）
- 2004年 《十面埋伏》饰 小捕快
- 2007年 《血溅三岔口》饰 任堂惠
- 2013年 《恋上美人鱼》
- 2015年 《情劍》（電視劇《浣花洗剑录》的剪輯版）

### 电视剧
- 2002年 《凤在江湖》 饰 云潇潇
- 2003年 《孝庄秘史》饰 多铎
- 2003年 《关西无极刀》饰 男主角 孩哥/楼兰王子
- 2004年 《皇太子秘史》饰 胤禛
- 2005年 《太祖秘史》饰 舒尔哈齐
- 2006年 《神雕侠侣》饰 耶律齐
- 2007年 《君子好逑》饰 沙武/侯孝
- 2007年 《以爱情的名义》饰 张扬
- 2007年 《浣花洗剑录》饰 木郎神君
- 2008年 《大祠堂》飾 謝致成
- 2008年 《追梦英雄》饰 男主角 刘长春（中国奥运第一人）
- 2008年 《爱梦电影》第五季 饰 沙浩
- 2009年 《天地民心》饰 冯怀义
- 2009年 《鐵齒銅牙紀曉嵐IV》饰 崔玉言
- 2009年 《远古的传说》饰 龙太子/魔帝
- 2010年 《女神捕》饰男主角 杨小檐
- 2010年 《天地姻缘七仙女》饰 火龙子/沈瑞
- 2010年 《三十里铺》饰 男主角 傅来喜
- 2012年 《妈祖》饰 睚眦
- 2012年 《血誓》饰 林武

## 外部連結
- 赵鸿飞在豆瓣上的资料（简体中文）